# 마사 웨인라이트
마사 웨인라이트(Martha Wainwright, 1976년 5월 8일 ~ )는 미국의 가수이다.